# Time 100: Danh sách nhân vật ảnh hưởng nhất trên thế giới năm 2008
Danh sách nhân vật ảnh hưởng nhất trên thế giới năm 2008 là một bản danh sách bình chọn những nhân vật ảnh hưởng đến thế giới trong năm 2008 do tạp chí TIME (Mỹ), công bố vào năm 2008.

## Nhân vật của năm 2008
- Barack Obama

## Những nhà lãnh đạo và những nhà cách mạng
- Dalai Lama
- Vladimir Putin
- Barack Obama
- Hillary Clinton
- John McCain
- Hu Jintao
- George W. Bush
- Jacob Zuma
- Anwar Ibrahim
- Kevin Rudd
- Bartholomew I
- Ben Bernanke
- Muqtada al-Sadr
- Robert Gates
- Michelle Bachelet
- Sonia Gandhi
- Baitullah Mehsud
- Evo Morales
- Ma Ying-jeou
- Ashfaq Kayani

## Những nhà xây dựng và những nhà sáng tạo
- Indra Nooyi
- Ali al-Naimi
- Rupert Murdoch
- Steve Jobs
- Radiohead
- John Chambers
- Jeff Bezos
- Jay Adelson
- Steve Ballmer
- Jamie Dimon
- Prince Alwaleed bin Talal
- Lou Jiwei
- Neelie Kroes
- Jeffrey Immelt
- Karl Lagerfeld
- Lloyd Blankfein
- Carlos Slim
- Mo Ibrahim
- Ratan Tata
- Cynthia Carroll
- Carine Roitfeld
- Michael Arrington

## Những người nổi tiếng trong thế giới nghệ thuật và giải trí
- Lorne Michaels
- Miley Cyrus
- Robert Downey Jr.
- Herbie Hancock
- Joel & Ethan Coen
- Bruce Springsteen
- Peter Gelb
- Mariah Carey
- Khaled Hosseini
- Elizabeth Gilbert
- Rem Koolhaas
- Judd Apatow
- Alex Rigopulos & Eran Egozy
- George Clooney
- Tim Russert
- Suze Orman
- Stephenie Meyer
- Tyler Perry
- Tom Stoppard
- Chris Rock
- Takashi Murakami

## Những người hùng và những thần tượng
- Brad Pitt & Angelina Jolie
- Oprah Winfrey
- Oscar Pistorius
- Mia Farrow
- Andre Agassi
- Lance Armstrong
- Bob and Suzanne Wright
- Peter Gabriel
- Kaká
- Sheik Mohammed al-Maktoum
- Yoani Sánchez
- Madeeha Hasan Odhaib
- Randy Pausch
- Lorena Ochoa
- Tony Blair
- Alexis Sinduhije
- Aung San Suu Kyi
- George Mitchell

## Những nhà khoa học và những nhà tư tưởng
- Michael Bloomberg
- Craig Venter
- Jill Bolte Taylor
- Larry Brilliant
- Jeff Han
- Mehmet Oz
- Nancy Brinker
- Harold McGee
- Peter Pronovost
- Eric Chivian & Richard Cizik
- Mary Lou Jepsen
- Paul Allen
- Nicholas Schiff
- Mark Zuckerberg
- Wendy Kopp
- Shinya Yamanaka & James Thomson
- Michael Griffin
- Susan Solomon
- Isaac Berzin